# Индустријска зона (Матера)
Индустријска зона (итал. Zona Industriale) је насеље у Италији у округу Матера, региону Базиликата.
Према процени из 2011. у насељу је живело 32 становника. Насеље се налази на надморској висини од 66 м.